# Kenizé Mourad
Kenizé Mourad (Paris, 15 de Junho de 1940) é uma jornalista e escritora francesa de origem turco-indiana.
É filha de uma princesa otomana (uma filha do sultão Murad I) que casou com um rajá indiano e que se refugiou em Paris. Órfã de mãe desde a nascença, Kenizé foi educada num meio católico.
Aos vinte anos de idade, e procurando as suas raízes, lançou-se na descoberta do islão com a leitura dos textos dos sábios do sufismo. Kenizé realizou viagens à Índia e ao Paquistão ao mesmo tempo que realizava os seus estudos nas áreas da psicologia e sociologia na Sorbonne.
Ingressou no Nouvel Observateur em 1970, onde começou por trabalhar no serviço de documentação antes de escrever artigos. Especializou-se em questões do Médio Oriente e do subcontinente indiano, tendo feito a cobertura das guerras no Líbano, do conflito israelo-palestiniano e da revolução iraniana.
Em 1983 deixou o jornalismo para se concentrar numa carreira literária. Em 1987 publicou o seu primeiro romance, De la part de la princesse morte, que foi traduzido em vinte e três línguas. 